# Radolfzell
Radolfzell am Bodensee és una ciutat alemanya del districte de Constança, a l'estat de Baden-Württemberg.
Està situada a la riba oest del llac Constança, aproximadament a 20 km de la ciutat de Constança. És la tercera ciutat més gran del districte de Constança després de la capital i de Singen.